# John Hardress Lloyd
John Hardress Lloyd (14. august 1874 – 28. februar 1952) var en irsk polospiller som deltog i OL 1908 i London.
Lloyd vandt en sølvmedalje i polo under OL 1908 i London. Han var med på holdet Ireland som kom på en andenplads i poloturneringen. De andre på holdet var John Paul McCann, Percy O'Reilly og Auston Rotherham.